# Toktamiš
Toktamiš (tatarsko Тухтамыш, Tuktamiš, mongolsko Тохтамыш, Tohtamiš) je bil kan Modre horde, ki je Modro in Belo hordo, dela Zlate horde, za nekaj časa ponovno združil v enotno državo, * okoli 1342, Modra horda, † 1406, Sibirija.
Bil je potomec Džingiskanovega vnuka Tuka Timurja.

## Življenje
Toktamiš se je v zgodovini prvič pojavil leta 1376, ko je poskušal strmoglaviti svojega strica Urus kana, vladarja Bele horde. Po neuspelem poskusu je obegnil  svojemu stricu Timurju. Preživel je Urusa in oba njegova sinova in leta 1378 s Timurjevo pomočjo na silo zasedel prestol Bele horde.
Zgledoval se je po svojih prednikih in načrtoval ponovno združitev Zlate horde. Leta 1380 je prečil Volgo in napadel Modro hordo in v drugi bitki na reki Kalki porazil kana Modre horde Mamaja.  Mamaj je bil kmalu po bitki na Kulikovem polju ubit. Toktamiševa zmaga je omogočila ponovno združitev Zlate horde na ozemlju od  Krima do Balhaškega jezera.

### Pohod proti Moskvi
Dimitrij Donski je zbral veliko vojsko, da bi porazil in uničil mongolsko-tatarske horde. V kulikovski bitki je leta 1380 porazil Mamaja, vojske proti Toktamišu pa mu ni uspelo zbrati.
Po združitvi Modre in Bele horde v Zlato hordo leta 1382 je Toktamiš izvedel uspešen pohod proti Rusiji kot maščevanje  za poraz v kulikovski bitki. S pohodom je ustavil, a ne uničil,  ruske želje po osvoboditvi izpod tatarske oblasti. 
Po treh dneh obleganja Moskve je bil izid neodločen, potem pa je Dimitrijev svak, knez Dimitrij Suzdalski, prepričal meščane, naj se vdajo. Uničenje Moskve konec leta 1383 je Dimitrija prisililo k vdaji in priznanju Toktamiševe nadoblasti. Toktamiš je za talca vzel Dimitrijevega sina Vasilija I. Moskovskega.

### Propad
Toktamiš je zavladal kot suveren vladar, kar je zaskrbelo prejšnjega suverena Timurja. Timur ga je zato leta 1391 in 1395 dvakrat napadel in ga nazadnje odstavil. Na položaj kana Zlate horde je postavil Timur Kutluga. Toktamiš se je zatekel v Litvo na dvor velikega vojvode Vitautasa.
Leta 1397 je z njim sklenil sporazum, s katerim je v zameno za vojaško pomoč  potrdil Vitautasa za zakonitega vladarja Rutenije, ki je nekoč spadala v Zlato hordo, zdaj pa je pripadala Litvi. Sporazum je morda določal, da bo moral Vitautas od tega ozemlja plačevati davek, če bo Toktamiš ponovno prišel na prestol Zlate horde, Vitautas pa je morda načrtoval, da bo sam zavladal na tatarskih ozemljih. Združena vojska, podprta s poljskimi prostovoljci pod poveljstvom Spyteka Melsztynskega, je bila v bitki s Timur Kutlugovo in Nogajevo vojsko na reki Vorskli 12. avgusta 1399 katastrofalno poražena.  Vitautasove ambicije po oblasti v Pontski stepi so se končale, Toktamiš pa je bil ponovno prisiljen na beg, tokrat v Sibirijo. V bitki je bilo ubitih 74 knezov in veliko pomembnih zemljiških gospodov.
Toktamiš je umrl v Sibiriji leta 1408.

## Vojna s Timur Lenkom
Prepričan, da lahko premaga ilkanske Čobanide in zavzame Zakavkazje, sporno že od vladavine kana Berkeja, je Toktamiš leta 1385 s 50.000 vojaki napadel Perzijo in zavzel Tabriz. Na povratku proti severu je s Kavkaza odpeljal 200.000 sužnjev, med njimi nekaj desettisoč Armencev iz pokrajin Parskahajk,  Sjunik in Artsak. Napad se je izkazal za usodno napako, z umikom s Kavkaza pa je  omogočil svojim ilkanskim tekmecem, da so stopili na Timurjevo stran, in Timur je Perzijo pripojil k svojemu kraljestvu. Besni Toktamiš se je vrnil na Kavkaz in začel vojno proti svojim nekdanjim zaveznikom. 
Nazadnje je priznal svoj poraz in se vrnil v stepe, a je že leta 1387 nepričakovano napadel Transoksanijo, srce Timurjevega kraljestva. Obilica snega ga je prisilila na vrnitev v stepe. 
Leta 1395 je vojna dosegla višek s Timurjevim napadom na Zlato hordo in Toktamiševim porazom na reki Terek. Timur je izropal nekaj mest v Zlati hordi, med njimi Azov, Astrahan  in Toktamiševo prestolnico Saraj Berke. Polovil je umetnike in obrtnike in jih odpeljal v svoje kraljestvo. Na prestol Bele horde je posadil marionetnega vladarja Kojričaka, na prestol Zlate horde pa kana Timur Kutluga. 
Toktamiš je pobegnil v ukrajinske stepe in prosil za pomoč litovskega velikega kneza Vitautasa. V veliki bitki na reki Vorskli leta 1399 sta njuno združeno vojsko odločilno  porazila Timurjeva ganerala – kan Timur Kutlug in emir Edigu. Poraženega Toktamiša je leta 1406 ob sedanji reki Tjumen v Sibiriji ubil eden od Edigujevih mož.
Bil je zadnji kan, ki je koval denar z napisi v mongolski posavi.

## Družina
Toktamiš je imel tri žene: Taraj biko, Šukr biko, hčerko emirja Arsaka, in Urun biko. Z njimi je imel osem sinov in pet hčera. 
Sinovi:
- Džalal al-Din ibn Toktamiš
- Džabar Berdi
- Kebek Kan
- Karim Berdi
- Iskander
- Abu Said
- Kučuk
- Kadir Berdi

Hčerke:
- Malika
- Hanika
- Džanika
- Sadat Beki
- Kadidža